# Seton Montolieu Montgomerie
Hon. Seton Montolieu Montgomerie (* 15. Mai 1846 in London; † 26. November 1883 in Windsor, Berkshire) war ein schottischer Adliger und Tennisspieler.

## Leben
Seton Montgomerie war der zweite von drei Söhnen des Archibald Montgomerie, 13. Earl of Eglinton (1812–1861), aus dessen erster Ehe mit Theresa Newcomen. Seine beiden Brüder waren Archibald William Montgomerie, 14. Earl of Eglinton (1841–1892) und George Arnulph Montgomerie, 15. Earl of Eglinton (1848–1919). Am 11. Juni 1870 heiratete er Nina Janet Bronwen Peers Williams († 1939), mit der er drei Töchter hatte. Montgomerie diente als Offizier der Scots Fusilier Guards in der British Army und erreichte dort den Rang eines Lieutenant.
Als Tennisspieler nahm er 1878 und 1880 an den Wimbledon Championships teil, kam jedoch nicht über die zweite Runde hinaus.
Er starb 1883 im Alter von 37 Jahren.